# 김선웅 (1986년)
김선웅(1986년 6월 23일 ~ )은 대한민국의 스턴트맨, 무술감독이다.

## 출연 작품

### 드라마
- (2020년) (TvN) 《낮과 밤》 ... 특수팀 신입 역 (16회)
- (2019년) (SBS) 《열혈사제》 ... 도욱 역 (이중권이 고용한 살인 병기)
- (2018년) (TvN) 《미스터 션샤인》
- (2016년) (TvN) 《쓸쓸하고 찬란하神 - 도깨비》
- (2016년) (KBS2) 《월계수 양복점 신사들》 ... 경찰 역 (1회)
- (2015년) (KBS2) 《힐러》 ... 더블에스가드 수행원 역
- (2014년) (KBS2) 《트로트의 연인》 ... 조폭 역 (3회)
- (2014년) (MBC) 《트라이앵글》 ... 고복태의 수하 역 (1회, 4회, 5회, 9회)
- (2014년) (SBS) 《쓰리 데이즈》 .... 황윤재의 수행원 역 (4회)
- (2013년) (MBC) 《황금무지개》 ... 조강두 부하 역 (4회)
- (2013년) (MBC) 《남자가 사랑할 때》 ... 한태상 부하 역 (전직 사채업자, 1회)
- (2012년) (MBC) 《메이퀸》 ... 장도현의 수하 역 (17회, 18회)

### 영화
- (2016년) 《아수라》 ... 작대기 살해 수감자 3 역
- (2015년) 《대호》 ... 군견병 2 역
- (2015년) 《그리울 련》 ... 동물원 대리 역
- (2015년) 《베테랑》 ... 중고차 전문가 2 역 (첫 천만영화)
- (2013년) 《창수》 ... 보석가게앞 행인 2 역
- (2012년) 《전설의 주먹》 ... 서울액션스쿨 (과거) 역

## 스턴트/대역
- (2024년) 《범죄도시4》 ... 무술 팀
- (2022년) 《범죄도시2》 ... 무술 팀
- (2021년) 《인질》 ... 무술 팀
- (2019년) 《봉오동 전투》 ... 무술 팀
- (2019년) 《악인전》 ... 무술 팀
- (2017년) 《범죄도시》 ... 무술 팀
- (2014년) 《신의 한 수》 ... 태석 대역